# Arcate sopraccigliari

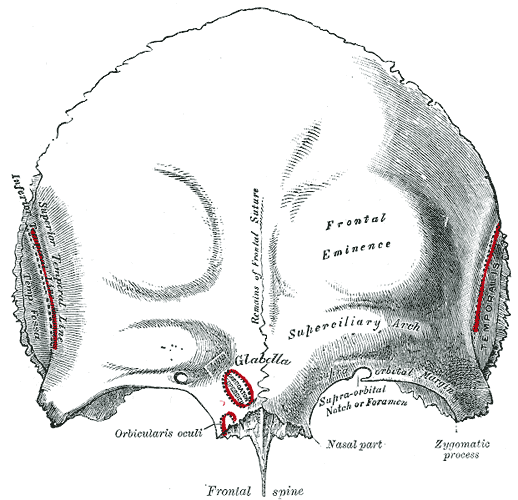
Osso frontale. Superficie esterna. (Le arcate sopraccigliari sono visibili al centro sulla destra)

Sulla squama frontale dell'osso frontale, sotto le sue eminenze frontali, e separata da questa da una bassa scanalatura, ci sono le due arcate sopraccigliari; queste ultime sono prominenti medialmente, e sono unite l'una all'altra da una prominenza liscia chiamata glabella.
Le arcate sopraccigliari sono molto più prominenti negli uomini rispetto alle donne.